# Arne Næss
Arne Næss (noruec bokmål: Arne Dekke Eide Næss)  (Slemdal, 27 de gener de 1912 - Oslo, 12 de gener de 2009) Arne Dekke Eide Næss va ser un filòsof noruec que va encunyar el terme "ecologia profunda". Va ser un intel·lectual i un referent dins del moviment mediambiental de finals del segle xx. Næss considerava el llibre de Rachel Carson Primavera Silenciosa (1962) una influència clau en la seva visió d'ecologia profunda. Næss va combinar la seva visió ecològica amb la no-violència de Gandhi, i en diverses ocasions va participar en l'acció directa.
Næss va denunciar que mentre alguns grups mediambientals occidentals del primer període de la guerra havien despertat una consciència pública dels assumptes mediambientals de l'època, en gran part havien fallat en analitzar profundament i adreçar el rerefons cultural i filosòfic subjacent a aquests problemes. Næss creia que la crisi ecològica del segle XX havia sorgit a causa d'un seguit d'actituds i de pressupòsits filosòfics fonamentals en les societats desenvolupades modernes occidentals que s'havien mantingut desconeguts
Ell així va distingir entre el que anomenava ecologia profunda i un pensament ecològic superficial. En contrast amb el usual pragmatisme utilitarista de governs i empreses occidentals, Næss defensava que una comprensió veritable de la naturalesa hauria de fer sorgir un punt de vista que apreciés el valor de diversitat biològica, entenent que cada ésser viu és dependent de l'existència d'altres criatures en la complexa xarxa d'interrelacions que és el món natural.

## Biografia
Næss va néixer en Slemdal, Oslo, Noruega, fill de Christine (Dekke) i Ragnar Eide Næss. El 1939, Næss va esdevenir la persona més jove en ser professor fixe a la Universitat d'Oslo i l'únic professor de filosofia del país en aquell moment. Va ser també un reputat alpinista, qui l'any 1950 va dirigir l'expedició que va realitzar la primera ascensió de Tirich Mir (7,708 m). La cabana de Tvergastein, al massís de Hallingskarvet, va tenir un rol fonamental a l'Ecosofia T: "T" fa referència a la seva cabana a la muntanya de Tvergastein. L'any 1958, va fundar la revista interdisciplinària de filosofia Inquiry.

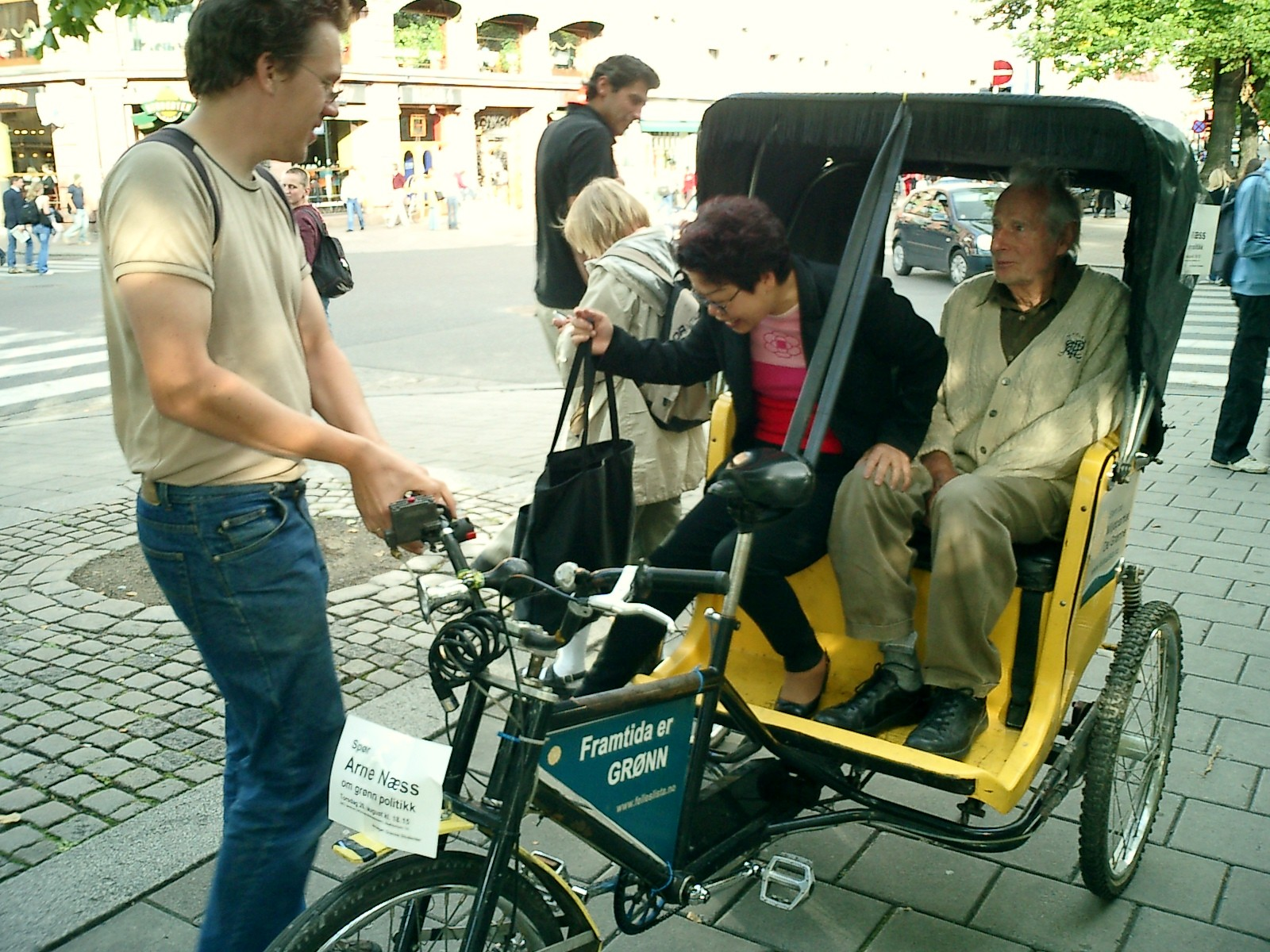
El professor Arne Næss fent campanya pel partit Verd noruec el 2003

L'any 1970, juntament amb un gran nombre de protestants, es va encadenar a unes roques davant de Mardalsfossen, una cascada en un fjord noruec, i va rebutjar marxar fins que s'aturessin els plans per a construir una presa. Encara que els manifestants van ser desallotjats per policia i la presa va ser finalment construïda, la manifestació va iniciar una fase de fort activisme en el moviment ambientalista noruec.
L'any 1996 va guanyar el Premi Nordic de l'Acadèmia Sueca, conegut com el 'petit Nobel'. El 2005 va ser condecorat com a Comandant amb Estrella de l'Ordre Reial Noruec de St. Olav gràcies a la seva "feina socialment útil". Næss va ser un candidat menor pel Partit Verd noruec dins 2005.

## Filosofia
L'obra de Næss Erkenntnis und wissenschaftliches Verhalten (1936) va anticipar molts temes usuals el la filosofia analítica de la post-guerra. La principal obra filosòfica de Næss des dels anys 1950s va ser titulada Interpretació i Precisió. Es tractava d'una aplicació de la teoria de conjunts aplicada als problemes d'interpretació de llengua, estenent la feina de semantistes com ara Charles Kay Ogden en The Meaning of Meaning. Una manera senzilla d'explicar-la és que qualsevol enunciació donada (paraula, frase, o frase) pot ser considerada com si tingués diferents interpretacions potencials, dependents de les normes de la llengua predominants, les característiques de persones particulars grups d'usuaris, i la situació de la llengua en la qual l'enunciació succeeix. Aquestes diverses interpretacions són per a ser formulades dins un llenguatge més precís, representat com subconjunts de l'enunciació original. Cada subconjunt pot, alhora, posseir subconjunts més llunyans (teòricament ad infinitum). Els avantatges d'aquesta conceptualització de la interpretació són diversos. Habilita la demostració sistemàtica de la possible interpretació, fent possible l'avaluació de les interpretacions més o menys raonables. És un instrument lògic per demostrar la vaguetat del llenguatge, la generalització indeguda, la confusió, el pseudo-acord i la comunicació eficaç.
Næss va desenvolupar un simple i pràctic llibre de text que explicava aquests avantatges, titulat Comunicació i Argument, que va esdevenir una introducció molt valorada a aquesta pragmàtica o "lògica del llenguatge". Va ser utilitzat durant moltes dècades com un sinus qua no per a l'examen preparatori a la Universitat d'Oslo, més tard conegut com a "Examen Philosophicum" ("Exphil").

### Recomanacions per al debat públic
Comunicació i Argument incloïen les seves recomanacions de cara a un debat públic objectiu. Næss apostava per adherir-se a les regles següents per tal de fer les discussions quelcom tan fructífer i agradable com fos possible:
1. Evita la irrellevància tendenciosa
Exemples: atacs personals, donar raó de les motivacions de l'oponent, explicant les raons d'un argument.
2. Evita la citació tendenciosa
Les citacions haurien de no ser editades en relació al tema del debat.
3. Evita l'amistança tendenciosa
L'ambigüitat pot ser explotada per a donar suport al criticisme.
4. Evita l'ús tendenciós de l'home de palla
Assignar punts de vista a l'oponent que realment no posseeix.
5. Evita l'ús tendenciós de declaracions de fets
La informació que es dona mai hauria de ser no vertadera o incompleta, i hom mai ha de reservar-se informació important.
6. Evita un to de presentació tendenciós 
Exemples: ironia, sarcasme, exageració, atacs subtils o directes.[10]

Durant molts anys aquests punts van formar part de dos cursos obligatoris dins la filosofia ensenyada en universitats noruegues ("Examen philosophicum" i "Examen facultatum").

### Ecosofia T
L'Ecosofia T, com una forma d'ecologia profunda, va ser en un principi el nom de la seva filosofia personal. Altres com ara Warick Fox ha interpretat l'ecologia profunda com un compromís amb l'ecosofia T, les creences personals de Næss. El T es referia a Tvergastein, una cabana de muntanya on Næss va escriure molts dels seus llibres, i que reflectia la visió de Næss que tothom hauria de desenvolupar la seva filosofia pròpia.
Tot i ser una filosofia molt rica i complexa, l'ecosofia de Næss pot ser resumida situant l'auto-realització (Self-realization) en el seu nucli. Segons Næss, cada ésser, tant humà, com animal o vegetal té el mateix dret a viure i a florir. A través d'aquest Self en majúscules, Næss emfasitza, en contrast amb la menys àmplia realització de l'ésser humà, la realització de nosaltres mateixos formant part d'una totalitat ecosfèrica. És en aquesta totalitat que el nostre Self ecològic pot ser realitzat. Pràcticament l'auto-realització per Næss significa que, si hom no sap com els resultats de les seves accions afectarà a altres éssers, hom no hauria d'actuar, similar al principi liberal del dany.

## Familia
El pare de Næss, Ragnar Næss, era un banquer exitós i Næss va ser el germà més jove del navilier Erling Dekke Næss. Næss esdevindria un pare casat, amb dos fills i l'oncle de l'alpinista i empresari Arne Næss Jr. (1937–2004), marit de Diana Ross.

## Obres
- Harold Glasser (ed). The Selected Works of Arne Naess, Volumes 1-10.  Springer, 2005. ISBN 1-4020-3727-9. (review)
- Communication and Argument, Elements of Applied Semantics, translated from the Norwegian by Alastair Hannay, London, Allen & Unwin, 1966.
- Scepticism, Nova York, Humanities Press, 1968.
- Ecology, community, and lifestyle, Cambridge, Cambridge University Press, 1989